# エドウィン・アボット・アボット
エドウィン・アボット・アボット（Edwin Abbott Abbott FBA、1838年12月20日 - 1926年10月12日）は、イギリスの教育者、神学者、英国国教会の司祭である。二次元の平面世界を舞台とした1884年の小説『フラットランド』で知られる。

## 生涯
エドウィン・アボット・アボットは、1838年12月20日にロンドン・メリルボーンで生まれた。父はメリルボーンにある哲学学校の校長エドウィン・アボット(1808–1882)、母はそのいとこのジェーン(1806–1882)で、エドウィンは2人の間の長男だった。
シティ・オブ・ロンドン・スクールとケンブリッジ大学セント・ジョンズ・カレッジで教育を受けた。大学では、古典、数学、神学でクラス最高の成績を収め、カレッジのフェローとなった。バーミンガムのキング・エドワード・スクールで校長の資格を取得した後、1865年に26歳の若さでG・F・モーティマーの後を継いでシティ・オブ・ロンドン・スクールの校長に就任した。アボットの校長在任中に、後に首相となるハーバート・ヘンリー・アスキスが同校を卒業している。1876年にケンブリッジ大学のハルセアン・レクチャーを務めた。
1889年に校長を退職し、以降は文学と神学の研究に専念した。アボットの神学に対するリベラルな傾向は、彼の教育観や著書の中でも際立っていた。1870年に出版された『シェイクスピア文法』(Shakespearian Grammar)は、英語文献学の分野に多大な貢献をした。1885年には哲学者フランシス・ベーコンの伝記を出版した。
神学関係では、"Filochristus"（「キリストを愛する者」、1878年）、"Onesimus: Memoirs of a Disciple of St. Paul"（「オネシムス: 聖パウロの弟子の回想録」、1882年）、"Silanus the Christian"（「キリスト教徒シラヌス」、1908年）の3冊の宗教小説を匿名で出版している。さらに、匿名の神学論考"The Kernel and the Husk"（「核と殻」、1886年）、"Philomythus"（「神話愛好者」、1891年）、"The Anglican Career of Cardinal Newman"（「ニューマン枢機卿の聖公会のキャリア」、1892年）、および『ブリタニカ百科事典』第9版に掲載された福音書の解説文(The Gospels)は、アボットの批判的な見解を体現し、イギリスの神学界に大きな波紋を投げかけた。他に、"St Thomas of Canterbury, his Death and Miracles"（「カンタベリーの聖トマス: その死と奇跡」、1898年）、"Johannine Vocabulary"（「ヨハネ文書の語彙」、1905年）、"Johannine Grammar"（「ヨハネ文書の文法」、1906年）などの著書がある。
1880年に出版されたラテン語の教科書"Via Latina: A First Latin Book"は、世界中の教育現場に配布されたという。

## 『フラットランド』

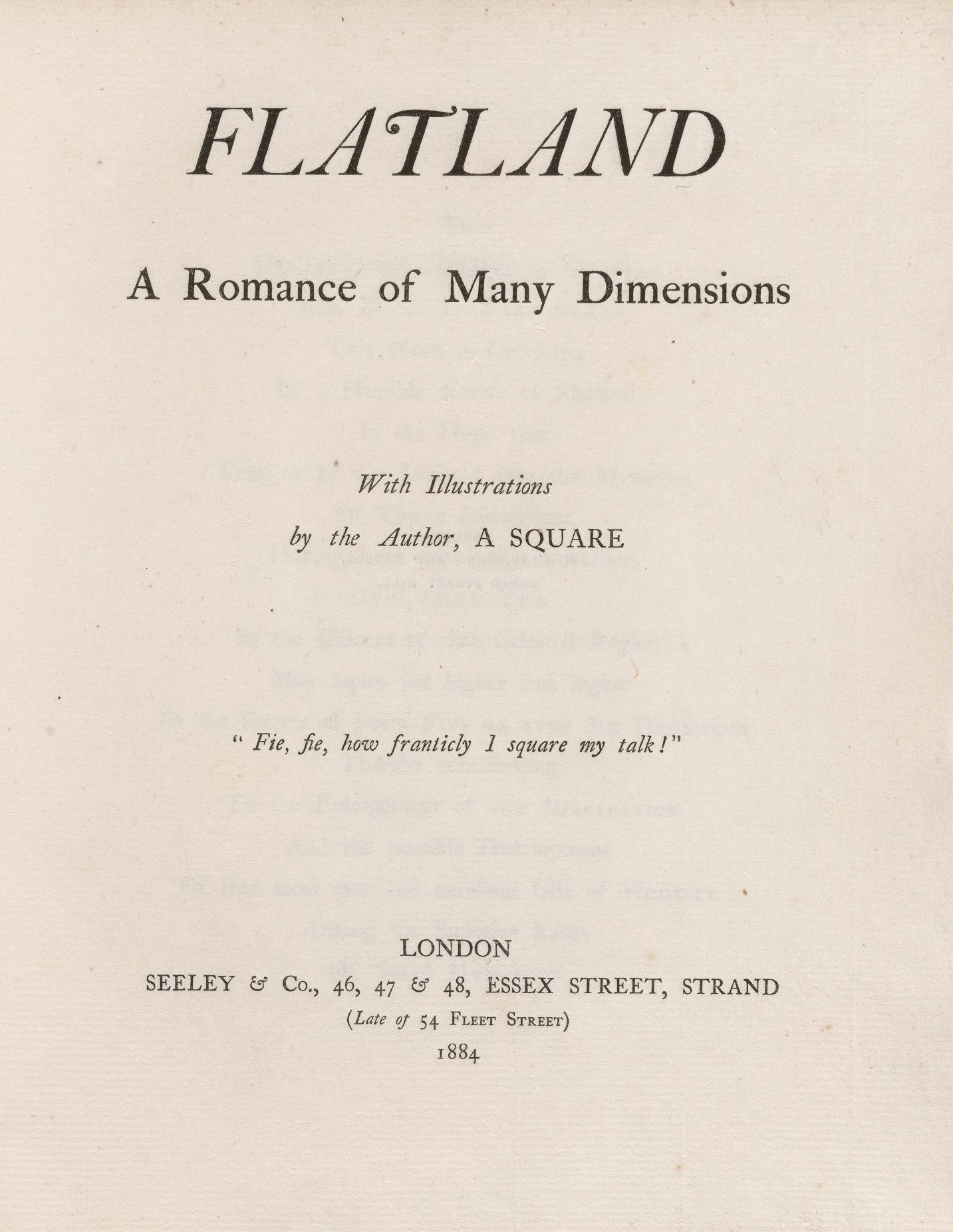
『フラットランド』の表紙（1884年）

アボットの代表作は、1884年に発表された小説"Flatland: A Romance of Many Dimensions"（『フラットランド』）である。この小説は、二次元の平面世界を舞台とし、次元の本質を追求した作品である。この小説はサイエンス・フィクション（科学的フィクション）に分類されることが多いが、より正確には「数学的フィクション」と呼ぶべきものである。
1950年代から現代に至るまでの現代SFの登場により、特にSFやサイバーパンクのファンの間でこの小説の人気が復活している。この小説の続編や短編映画など、この小説にインスパイアされた作品が数多くある。

## 著書
原題の後の括弧内の日本語は、原題の参考訳である。
- Via Latina: A First Latin Book, Including Accidence, Rules of Syntax, Exercises, Vocabularies and Rules for Construing （ヴィア・ラティーナ：アクセント、構文のルール、練習問題、語彙、変化のルールを含むラテン語の入門書）(Seeley, Jackson, and Halliday, revised edition: 1882)
- Shakespearian Grammar: An Attempt to Illustrate Some of the Differences Between Elizabethan and Modern English, for the Use of Schools（シェイクスピアの文法: 学校向けにエリザベス朝の英語と現代英語の違いを図解する試み） (Macmillan, 1870)
- Flatland: A Romance of Many Dimensions（フラットランド: 多くの次元のロマンス） (Seeley & Co., 1884)
- Francis Bacon: An Account of His Life and Works（フランシス・ベーコン: 彼の人生と作品について） (Macmillan, 1885)
- Philochristus: Memoirs of a Disciple of the Lord（キリストを愛する者: 主のとある弟子の回想録） (Macmillan, 1878)
- Onesimus: Memoirs of a Disciple of St. Paul（オネシモ: 聖パウロのとある弟子の回顧録） (Macmillan, 1882)
- The Kernel and the Husk（核と殻） (Macmillan, 1886)
- Philomythus: An Antidote Against Credulity（神話愛好者: 軽信への解毒剤） (Macmillan, 1891)
- The Anglican Career of Cardinal Newman（ニューマン枢機卿の英国国教会での経歴） (Macmillan, 1892)
- St Thomas of Canterbury: His Death and Miracles（カンタベリーの聖トマス: 彼の死と奇蹟） ( Adam and Charles Black1898)
- Johannine Vocabulary: A Comparison of the Words of the Fourth Gospel with Those of the Three（ヨハネの語彙: 第四福音書と三福音書の単語の比較） (Adam and Charles Black, 1905)
- Johannine Grammar（ヨハネの文法） (Adam and Charles Black, 1906)
- Silanus the Christian（キリスト教徒シラヌス） (Adam and Charles Black, 1906)